# セルアニメ
セルアニメ（Cel animation、セルアニメーション）は、セル画を用いて制作されるアニメーション。または、その制作手法のこと。セル画に使用される透明なシートの素材がセルロイドであったことに由来する。
デジタル制作が普及する以前は、この手法が標準的であったため、かつて多くのアニメーション映画やテレビアニメがこの手法によって制作された。

## 概要
背景画の上に、キャラクター別に作成されたセル画を重ねて撮影する。キャラクターを描いたセル画の組み合わせを変えて、別のシーンの撮影ができるなど、ストップモーション・アニメーション（切り絵他）等の手法に比べ、大人数による分業に向いているため広く普及した。シートの材質は、当初はセルロイドであったが、その後、アセテートに移行した。しかし、既に「セル」の呼び名が定着していたため、移行後も「セル」と呼ばれた。
デジタル制作が普及した2007年時の日本において、セルアニメは『サザエさん』のみであった。しかし2013年10月6日、サザエさんもデジタル制作に移行したため、セル画を用いて制作されるテレビアニメは消滅した。
2024年7月に放送を開始した、アニメ『負けヒロインが多すぎる!』の1話のED映像に8mmフィルムカメラを用いたセルアニメが使用され、地上波では実に10年9ヶ月ぶりに新作セルアニメが放送された。
セルアニメは制作手法に基づく分類であり、表現手法とはある程度独立している。セルアニメでフルアニメーション・リミテッドアニメーションともに制作されている。ただ、いわゆる「アニメ」はそのほとんどがかつてセルアニメで制作されており、セルアニメ技法の技術的制約が現在のアニメスタイルの起源となったものも多い（例: アニメ塗り）。
現在のアニメの制作工程はかなりの部分をセルアニメからそのまま継承している（詳細はアニメ (日本のアニメーション作品)#制作工程）。違いはセルを扱う仕上と撮影である（詳細はセル画#制作工程）。

## 歴史
1914年1月、アメリカのジョン・ランドルフ・ブレイがセルに背景画を描き、動くキャラクターを紙に描く技法を考案した。セルの用いられたアニメーションの技法としては、世界初とされる。
同年12月、アメリカのアール・ハードが、セルに動くキャラクターを描き、背景画を紙に描く技法を考案。この技法はセルを使用するアニメーション技術として普及することになる。
1927年、日本初のセルアニメとしては、大藤信郎の「影絵アニメ」『鯨』一部で使用された。
1930年代、日本では個人工房で小規模に行なわれており「切り絵アニメ」が主流であった。非常に高価なセルの導入は遅れ、使用される場合も全編ではなく、部分的な使用に留まった。切り絵より表現が優れていても高価で使用できなかった。
1933年、元ディズニー技術者であったアブ・アイワークスがマルチプレーン・カメラを考案。最大4枚のセルを立体的に組み合わせて撮影することにより、奥行きのある立体的な動きを表現できるようになった。この手法は、『白雪姫』（1937年）で開花し、日本のアニメ制作の第一人者であった瀬尾光世や持永只仁らに大きな影響を与え、『アリチャン』（1940年）の製作などに反映されている
1943年、日本初のフルセルアニメーション『くもとちゅうりっぷ』が政岡憲三により制作される。第二次世界大戦時、軍部が国威発揚の為にアニメーション制作の予算を出したことによりセルアニメーションが普及する。戦時色の強い内容ながら、瀬尾光世の『桃太郎の海鷲』（1942年）、『桃太郎 海の神兵』（1944年）などの作品が制作された。
詳細は、セル画#歴史・アニメーション映画#歴史を参照。

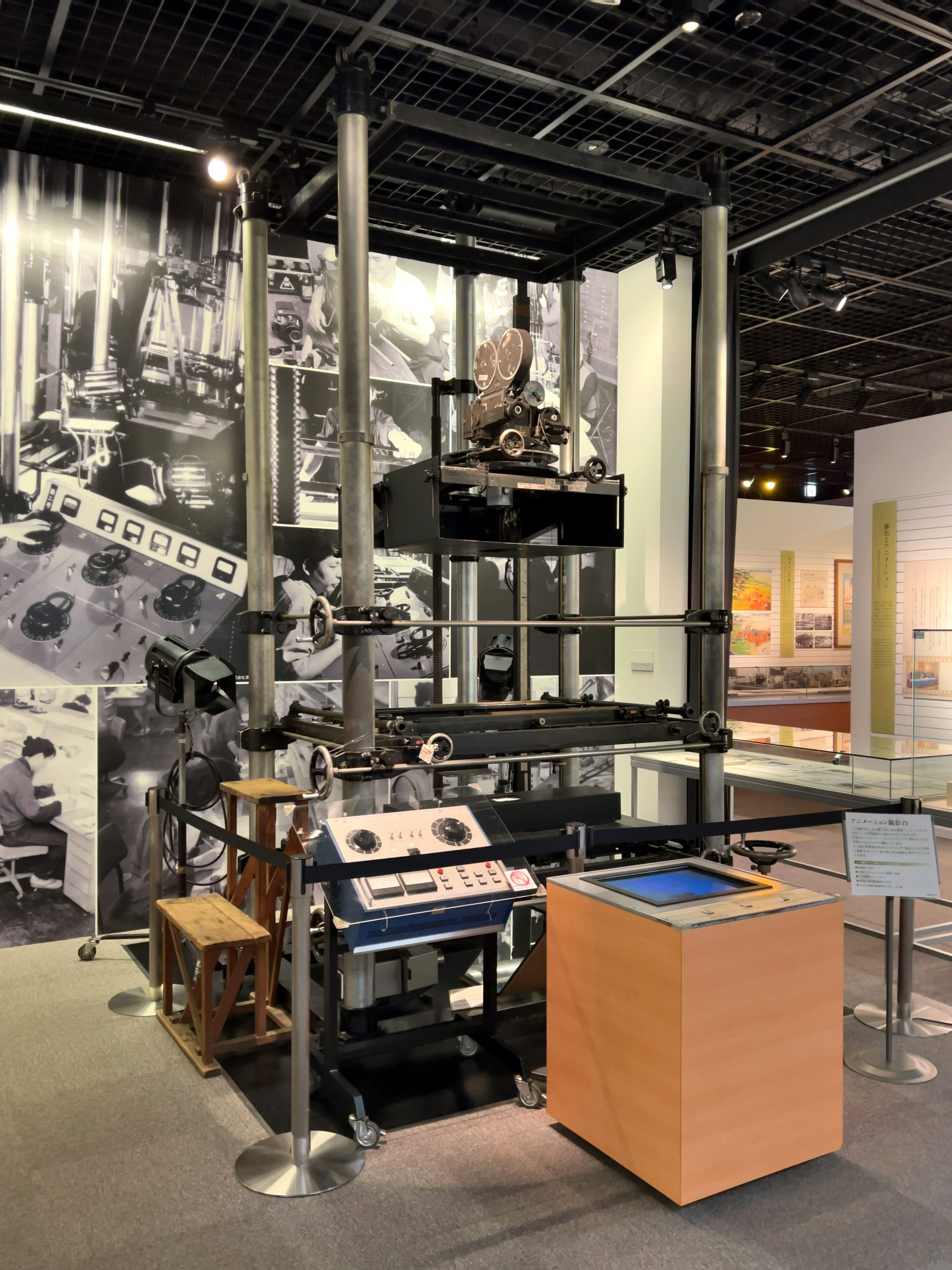
東映アニメーションが1960年代 - 1980年代に使用していた、セルアニメ用のアニメーション撮影台
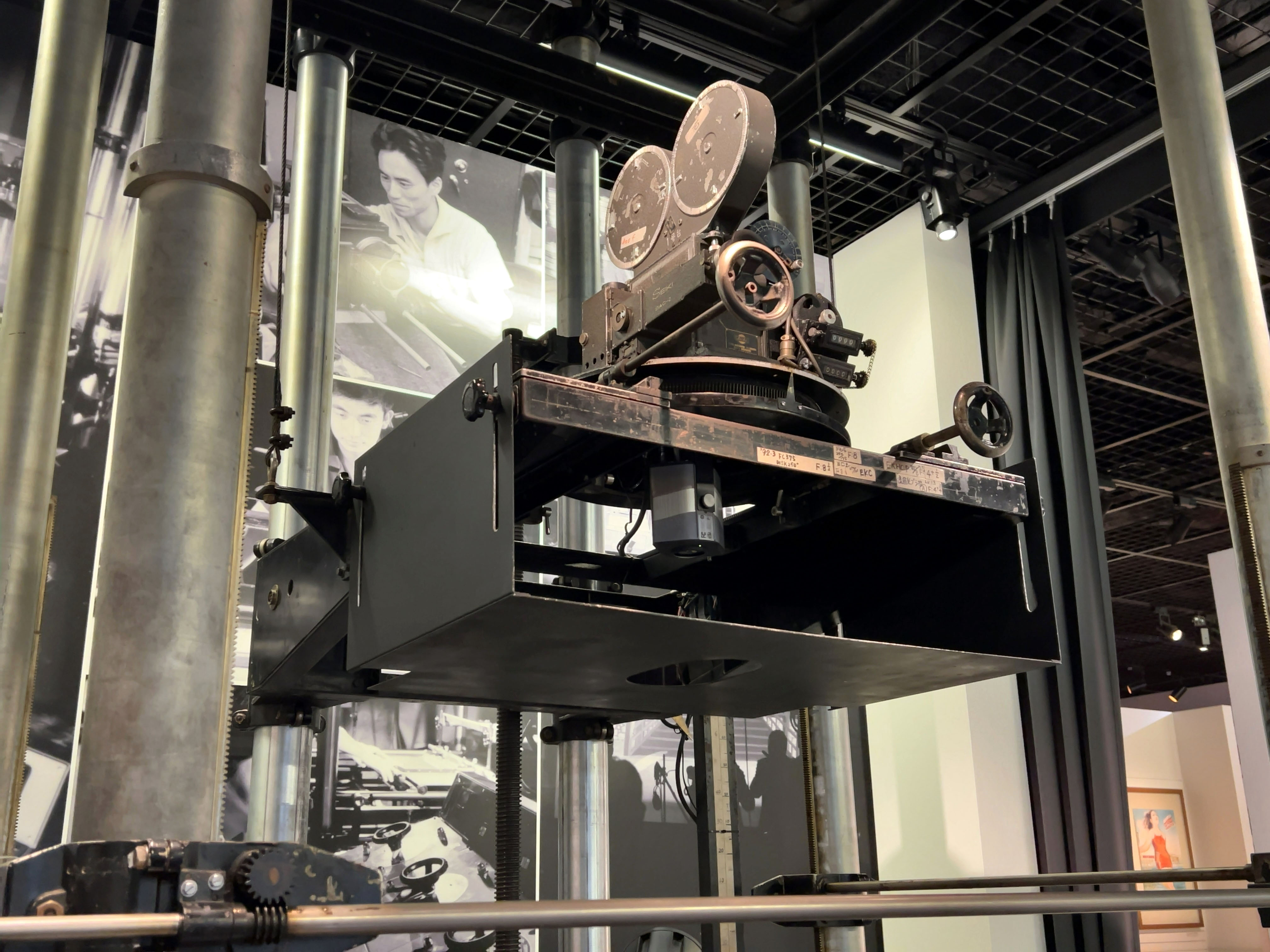
撮影台の35mmカメラ
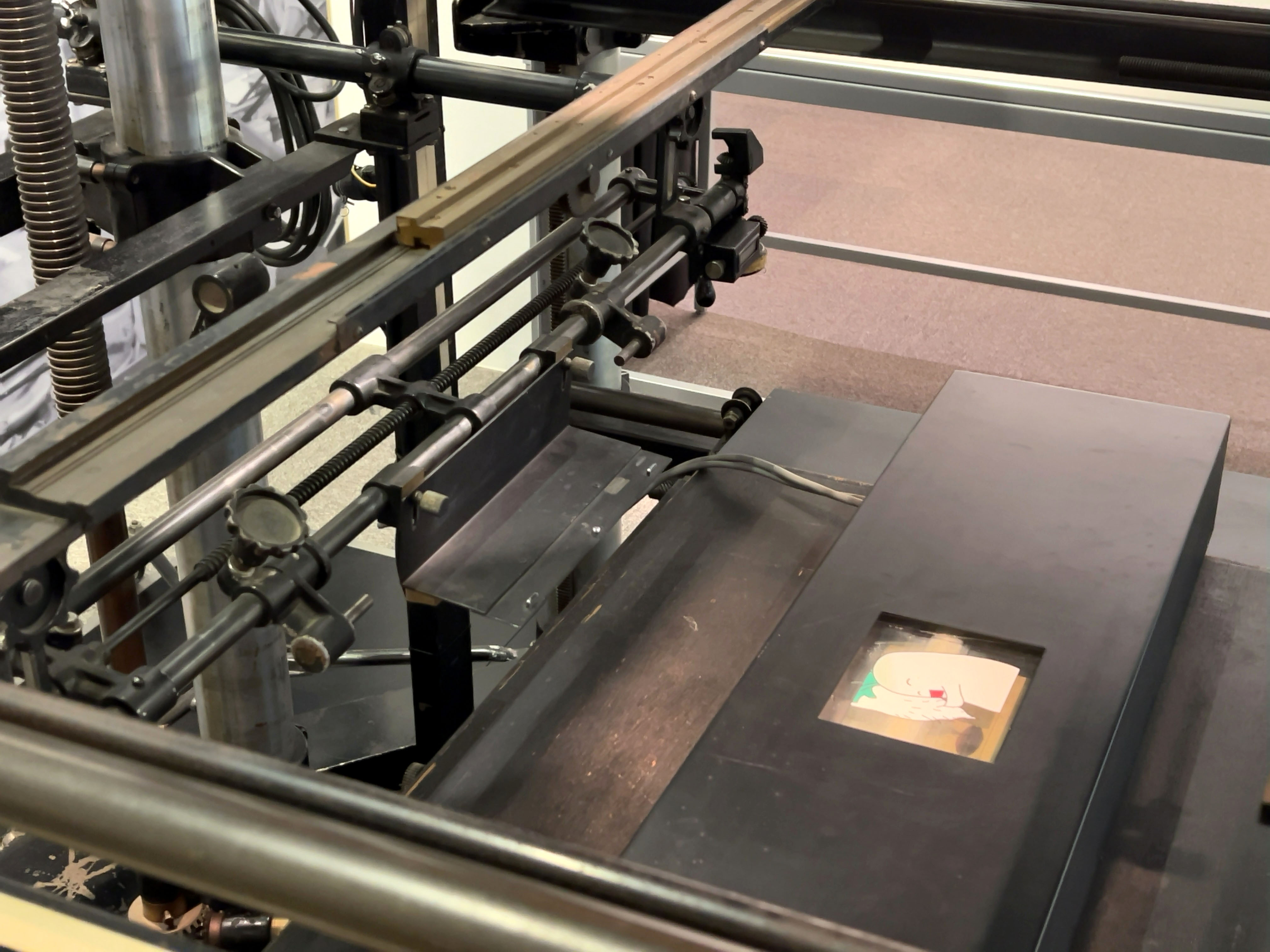
撮影台のセル配置面